# 4380 Geyer
4380 Geyer este un asteroid din centura principală, descoperit pe 14 august 1988 de Eric Elst.